# Sainte-Menehould
Sainte-Menehould je francouzská obec v departementu Marne v regionu Grand Est. V roce 2010 zde žilo 4 464 obyvatel. Je centrem arrondissementu Sainte-Menehould.

## Historie

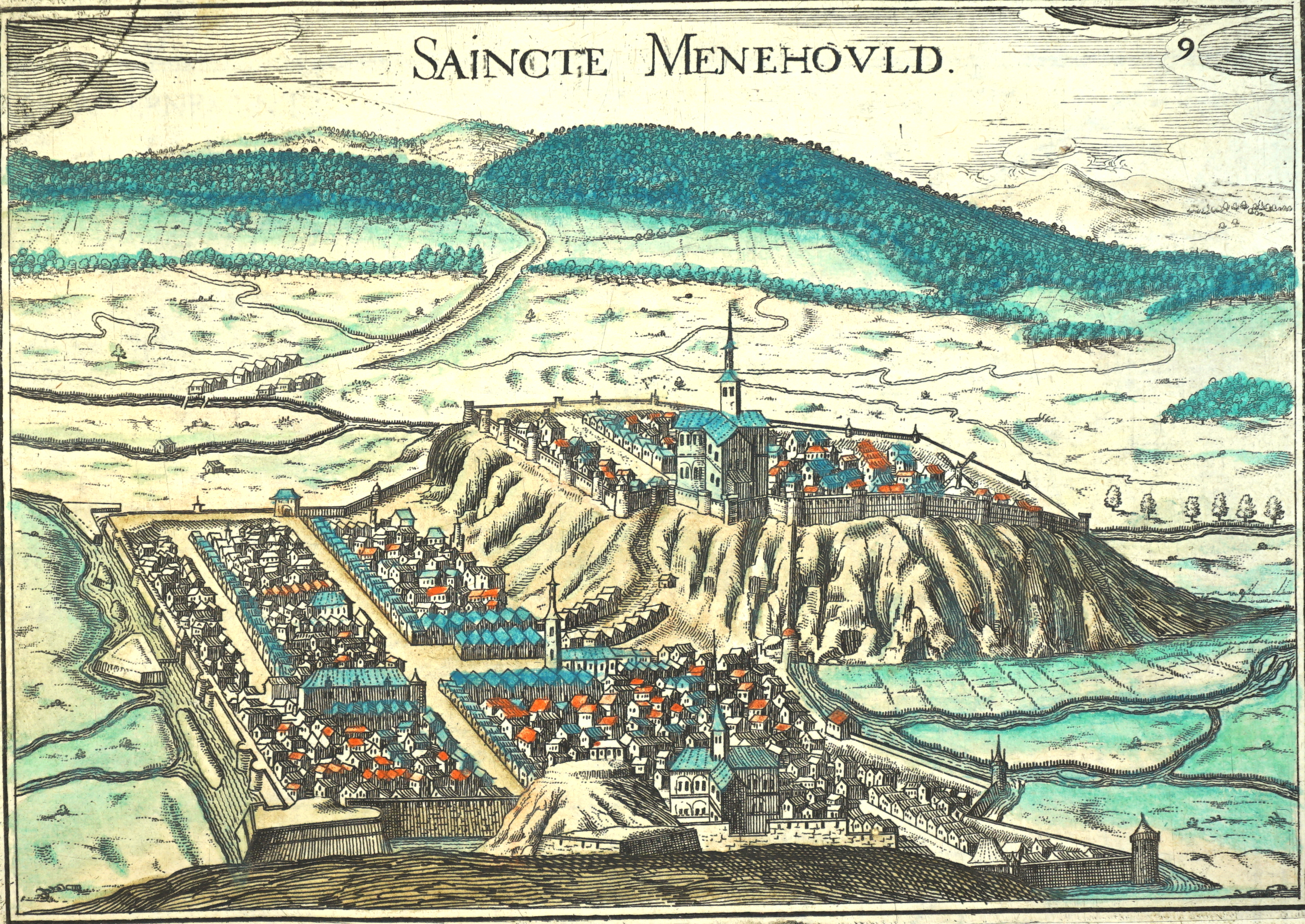
Tassinova veduta města z roku 1634

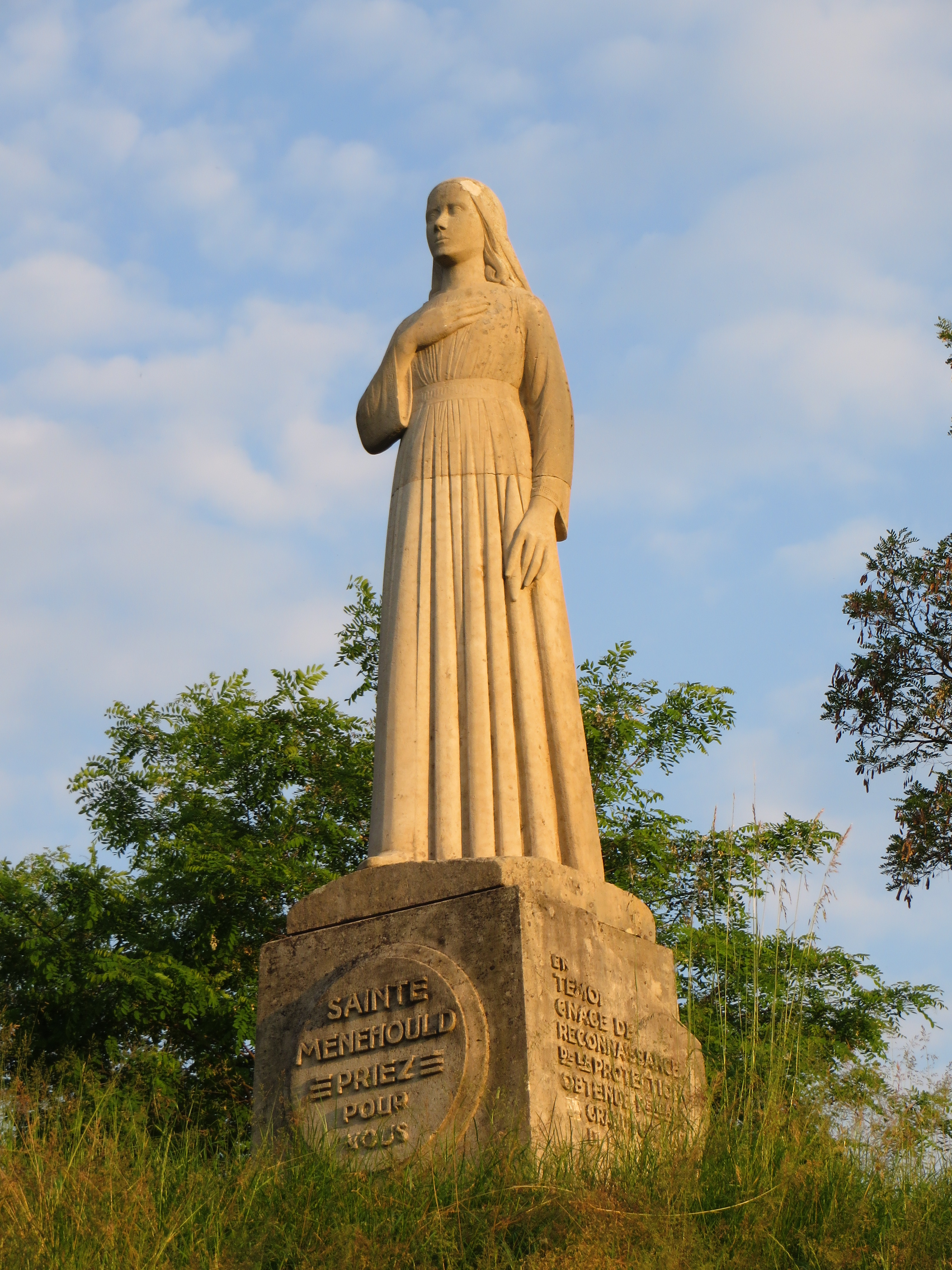
Socha svaté Menehouldy

Město je poprvé písemně uváděno v galo-románské době jako Castrum Conthense. Současný název město nese podle raně křesťanské světice Menehouldy, jejíž moderní socha stojí nad městem. 
V roce 1200 se město dostalo do vlastnictví hraběte Théobalda III. ze Champagne. Jeho manželka Blanka Navarrská, jako vdova dala opevnit hradní pahorek („Butte“). Toto opevnění zesílil Girolamo Marini za vlády krále Františka I. Do roku 1641 bylo město součástí Lotrinského vévodství. Město bylo vystavěno převážně ze dřeva, a proto takřka celé v roce 1719 vyhořelo. Znovu je postavil královský inženýr Philippe de la Force.
Během francouzské revoluce bylo Sainte-Menehould poštovní stanicí na cestě z Paříže do Verdunu, kde dostavníky měnily koně. Večer 22. června 1791 vypravil poštmistr Jean-Baptiste Drouet cestovní skupinu, složenou z berlinky, koňského povozu a několika kurýrů na koních. Ačkoliv pasy cestujících byly vydány pro baronku von Korffovou, Drouet po odjezdu výpravy poznal podle podobizen, že do zahraničí cestuje francouzský král Ludvík XVI. s královnou Marií Antoinettou. Drouet proto upozornil poštovní posádku v následující stanici, aby ještě v noci dala královský pár zatkout. Stalo se tak ve Varennes-en-Argonne.

## Vývoj počtu obyvatel
Počet obyvatel

## Památky

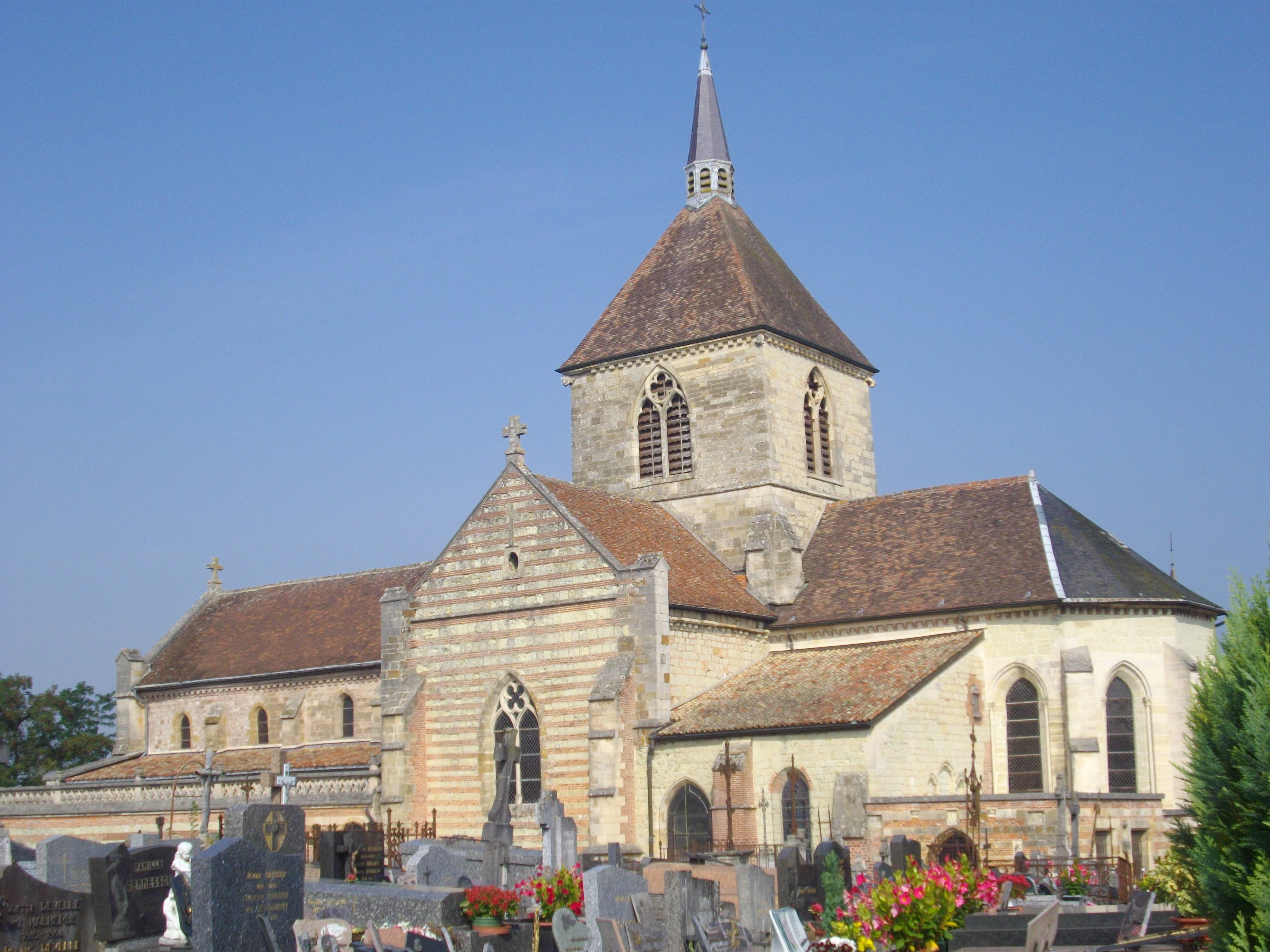
kostel Panny Marie na hradě (Notre-Dame-du-Château)

- Kostel Panny Marie na hradě - trojlodní gotická bazilika s hranolovou věží nad křížením, ze 13. století
- Radnice – barokní budova, postavená po požáru města v letech 1719–1730 podle projektu Philippa de La Force
- Pošta

## Slavní rodáci
- Svatá Menehoulde – zdejší rodačka, svatořečena roku 1379
- Dom Pérignon (1638–1715), francouzský mnich, pěstitel a zlepšovatel skladování šampaňského vína
- Jean-Baptiste Drouet, (1763–1824), zdejší poštmistr a revolucionář
- Charles Louis Philippot (1801–1859), francouzský malíř – portrétista, naturalizovaný v Čechách

## Partnerská města
- Bruchstal, Německo
- Cupar, Fife, Skotsko